# Lijst van fantasyseries
Hieronder staat een chronologische lijst van fantasyseries waarover een artikel in de Nederlandstalige Wikipedia is opgenomen.

## 1950-1990
- The Twilight Zone (1) (1959-1964)
- Mister Ed (1960-1966)
- The Addams Family (1) (1964)
- The Munsters (1964-1966)
- Bewitched (1964-1972)
- I Dream of Jeannie (1965-1970)
- Catweazle (1970-1971)
- The Addams Family (2) (1973)
- Fantasy Island (1) (1977-1984)
- Into the Labyrinth (1981-1983)
- Dungeons & Dragons (tekenfilm) (1983)
- Robin of Sherwood (1984-1986)
- The Little Vampire (1985)
- Amazing Stories (1985-1987)
- The Twilight Zone (2) (1985-1989)
- Beauty and the Beast (1987-1990)

## 1990-2000
- The Addams Family (3) (1992)
- Picket Fences (1992-1996)
- Highlander (1992-1998)
- Lois & Clark: The New Adventures of Superman (1993-1997)
- Hercules: The Legendary Journeys (1994-1999)
- Touched by an Angel (1995-2003)
- Sabrina, the Teenage Witch (1996-2003)
- Poltergeist: The Legacy (1996-1999)
- The Pretender (1996-2000)
- Tarzan: the Epic Adventures (1996-1997)
- Xena: Warrior Princess (1996-2001)
- The New Adventures of Robin Hood (1997-1999)
- Buffy the Vampire Slayer (1997-2003)
- The Crow: Stairway to Heaven (1998-1999)
- Mystic Knights of Tir na Nog (1998-1999)
- The New Addams Family (1998-1999)
- Charmed (1998-2006)
- Sir Arthur Conan Doyle's The Lost World (1999-2002)
- Angel (1999-2004)

## 2000-2010
- Witchblade (2001-2002)
- Dinotopia (miniserie) (2002)
- Dinotopia (televisieserie) (2002-2003)
- The Twilight Zone (3) (2002-2003)
- Wonderfalls (2003-2004)
- Dead Like Me (2003-2004)
- Joan of Arcadia (2003-2005)
- Lost (2004-2010)
- Winx Club (2004-heden)
- Heroes (2006-2010)
- Moonlight (2007–2008)
- Legend of the Seeker (2008-2010)
- Being Human (2008-2013)
- True Blood (2008-2014)
- The Vampire Diaries (2009-2017)

## 2010-heden
- Game of Thrones (2011-heden)
- The Originals (2013-heden)
- Grimm (2011-heden)
- Salem (2014-heden)
- Once Upon a Time (2011-heden)
- The Evermoor Chronicles (2014-heden)
- Lucifer (2016-heden)